# عطمان
عطمان قرية سوريّة تتبع إداريّاً لمحافظة حلب منطقة عفرين ناحية راجو، بلغ تعداد سكانها 375 نسمة حسب التعداد السكاني لعام 2004.